# مينيميني

موقع المدينة

مينيميني (Μενεμένη) هي مدينة في ثيسالونيكي في مقاطعة فوريا إلادا في اليونان.